# 矢野博之
矢野 博之（やの ひろゆき、1959年9月20日 - ）は、日本の男性アニメーション演出家、アニメーション監督。愛知県出身。日本大学芸術学部卒業。大学時代は熱血漫画根性会（漫画研究会）に所属していた。
漫研の後輩である青山剛昌はアニメーターを目指して進学したが、矢野が漫画家の方が儲かると助言したことにより、進路を変更したという。

## 参加作品

### テレビアニメ
1983年
- ガジェット警部（1983年 - 1986年、演出）

1988年
- それいけ!アンパンマン（1988年 - 、監督・助監督・演出・絵コンテ・演出助手） ※監督は永丘昭典・篠原俊哉と連名

1989年
- ルパン三世 バイバイ・リバティー・危機一発!（演出助手）

1996年
- ルパン三世 トワイライト☆ジェミニの秘密（絵コンテ）

1997年
- ルパン三世 ワルサーP38（監督、絵コンテ）

1999年
- モンスターファーム〜円盤石の秘密〜（監督・絵コンテ）

2000年
- モンスターファーム〜伝説への道〜（監督）
- はじめの一歩（2000年 - 2002年、絵コンテ）

2002年
- 爆闘宣言ダイガンダー（監督・絵コンテ）

2004年
- アガサ・クリスティーの名探偵ポワロとマープル（2004年 - 2005年、絵コンテ）

2005年
- 強殖装甲ガイバー（2005年 - 2006年、絵コンテ）

2006年
- うたわれるもの（絵コンテ）
- スーパーロボット大戦OG -ディバイン・ウォーズ-（絵コンテ）

2007年
- デルトラクエスト（2007年 - 2008年、絵コンテ）

2008年
- ONE OUTS（2008年 - 2009年、絵コンテ）

2009年
- イナズマイレブン（2009年 - 2011年、絵コンテ）
- ジュエルペット（絵コンテ）
- 続 夏目友人帳（絵コンテ）

2011年
- イナズマイレブンGO（2011年 - 2012年、絵コンテ）
- HUNTER×HUNTER（2011年 - 2014年、絵コンテ）

2012年
- イナズマイレブンGO クロノ・ストーン（2012年 - 2013年、絵コンテ）
- 戦国コレクション（絵コンテ）

2013年
- イナズマイレブンGO ギャラクシー（2013年 - 2014年、絵コンテ）

2014年
- とある飛空士への恋歌（絵コンテ）
- ディーふらぐ!（絵コンテ）
- 妖怪ウォッチ（2014年 - 2018年、絵コンテ）

2015年
- うしおととら（2015年 - 2016年、絵コンテ）

2016年
- 甘々と稲妻（絵コンテ）
- 91Days（絵コンテ）

2017年
- 鬼平（絵コンテ）
- アイドル事変（絵コンテ）

2018年
- メガロボクス（絵コンテ）
- イナズマイレブン アレスの天秤（絵コンテ）
- 妖怪ウォッチ シャドウサイド（絵コンテ）
- からくりサーカス（2018年 - 2019年、絵コンテ）

2020年
- 宝石商リチャード氏の謎鑑定（絵コンテ）
- トミカ絆合体 アースグランナー（2020年 - 2021年、絵コンテ）

2021年
- ルパン三世 PART6（2021年 - 2022年、絵コンテ）

2022年
- ニンジャラ（絵コンテ）
- インセクトランド（絵コンテ）

2024年
- 青の祓魔師 雪ノ果篇（絵コンテ）

### 劇場アニメ
1990年
- それいけ!アンパンマン ばいきんまんの逆襲（助監督・絵コンテ・演出）

1991年
- それいけ!アンパンマン ドキンちゃんのドキドキカレンダー（監督）

1992年
- それいけ!アンパンマン アンパンマンとゆかいな仲間たち「カレーパンマンとSLマン」（監督）

1993年
- それいけ!アンパンマン 恐竜ノッシーの大冒険（絵コンテ（永丘昭典、篠原俊哉、川越淳と連名））

1994年
- それいけ!アンパンマン リリカル☆マジカルまほうの学校（監督）

1995年
- それいけ!アンパンマン ゆうれい船をやっつけろ!!（監督）

1996年
- ルパン三世 DEAD OR ALIVE（アニメーション監督、絵コンテ、演出）

1998年
- それいけ!アンパンマン アンパンマンとおかしな仲間（監督）

2003年
- それいけ!アンパンマン ルビーの願い（監督）

2004年
- それいけ!アンパンマン 夢猫の国のニャニイ（監督）

2005年
- それいけ!アンパンマン ハピーの大冒険（監督）

2006年
- それいけ!アンパンマン いのちの星のドーリィ（監督）

2007年
- それいけ!アンパンマン シャボン玉のプルン（監督）

2008年
- それいけ!アンパンマン ヒヤヒヤヒヤリコとばぶ・ばぶばいきんまん（監督）

2009年
- それいけ!アンパンマン ばいきんまんvsバイキンマン!?（監督）

2010年
- それいけ!アンパンマン ブラックノーズと魔法の歌（監督）

2011年
- それいけ!アンパンマン すくえ! ココリンと奇跡の星（監督）

2012年
- それいけ!アンパンマン よみがえれ バナナ島（監督）

2013年
- それいけ!アンパンマン とばせ! 希望のハンカチ（監督）

2015年
- それいけ!アンパンマン ミージャと魔法のランプ（監督）

2017年
- それいけ!アンパンマン ブルブルの宝探し大冒険!（監督）

2018年
- それいけ!アンパンマン かがやけ!クルンといのちの星（監督）

2019年
- それいけ!アンパンマン きらめけ!アイスの国のバニラ姫（監督）

2022年
- それいけ!アンパンマン ドロリンとバケ〜るカーニバル（監督）

### OVA
1990年
- ロードス島戦記（絵コンテ）

1994年
- 七都市物語 〜北極海戦線〜（演出）

2008年
- やなせたかしメルヘン劇場（絵コンテ）